# Couraça (arquitetura)

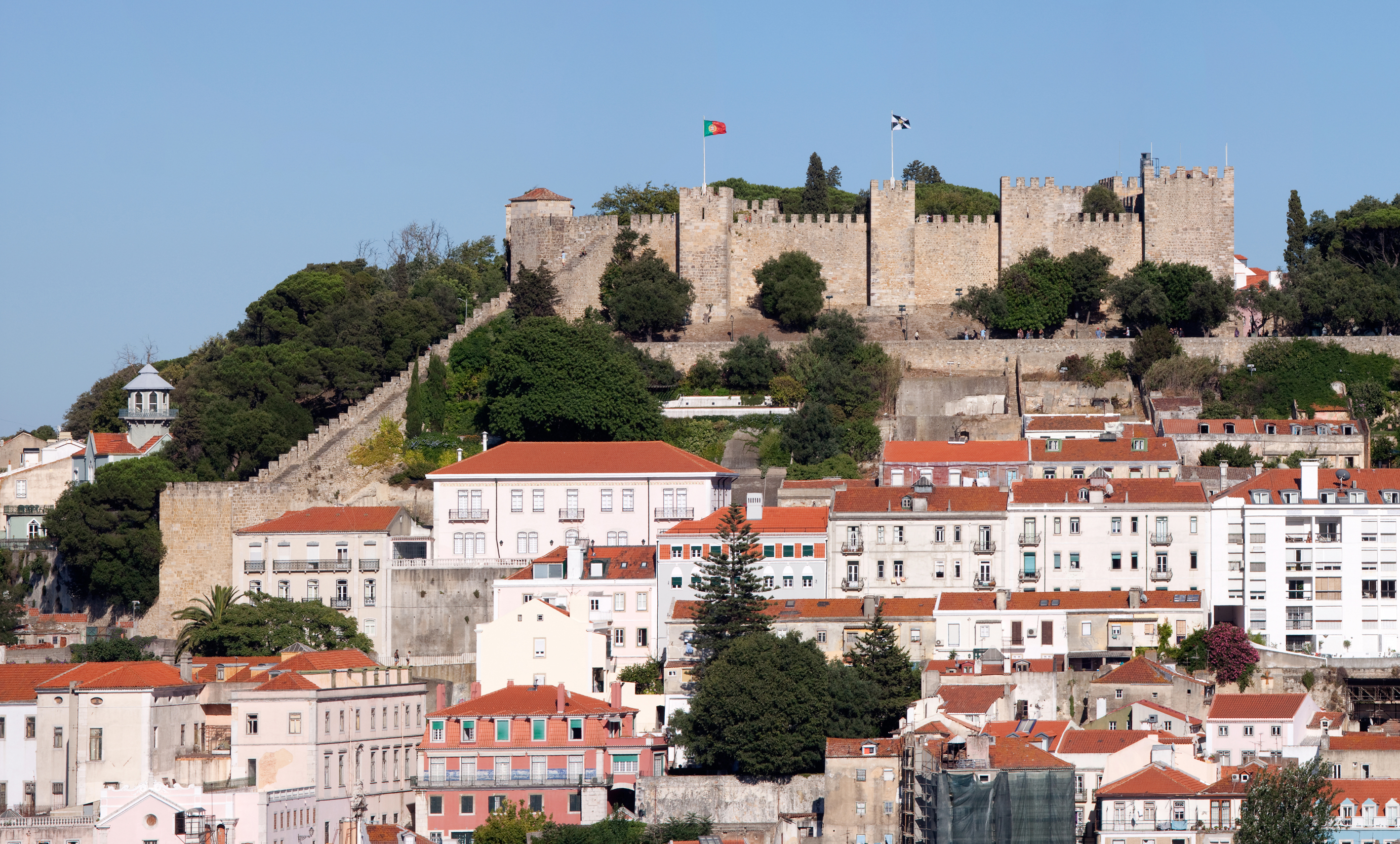
Castelo de São Jorge, em Lisboa, vendo-se, à esquerda a sua couraça e respetiva torre avançada

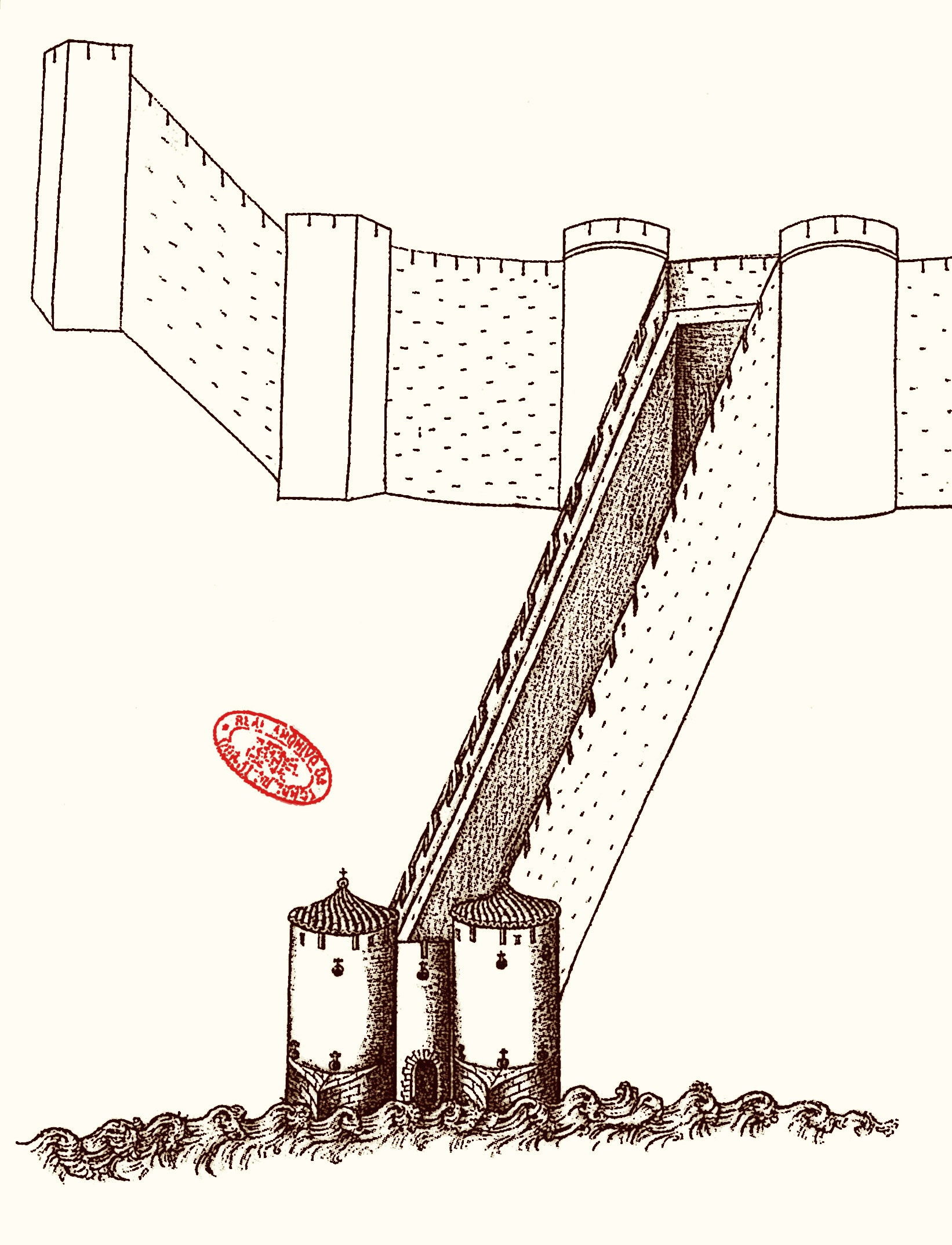
Projecto de couraça deAlcácer-Ceguer (1502)

Na arquitetura militar, a couraça é um pano de muralha que se projeta para o exterior da muralha principal de um castelo ou de uma povoação fortificada medieval.
As couraças eram construídas para defender um ponto estratégico localizado no exterior da fortificação. Exemplos de pontos protegidos por couraças eram fontes de água potável (como uma cisterna ou uma fonte) ou outras posições que, na posse do inimigo, poderiam ameaçar a segurança da fortificação. Também podiam permitir o acesso a um porto de rio ou de mar, servindo como ponto de entrada de abastecimento ou chegada de reforços assim como ponto de escape em caso que o castelo fosse tomado pelo inimigo.
No extremo das couraças, poderia ser colocada uma torre avançada designada "torre da couraça".